# 装箱单
装箱单，是贸易中详细说明货物名称、数量、重量和体积的单据。
它也是信用证单据之一。其英文名是Packing List，可简称PL。